# Juan Antonio García de Bouzas

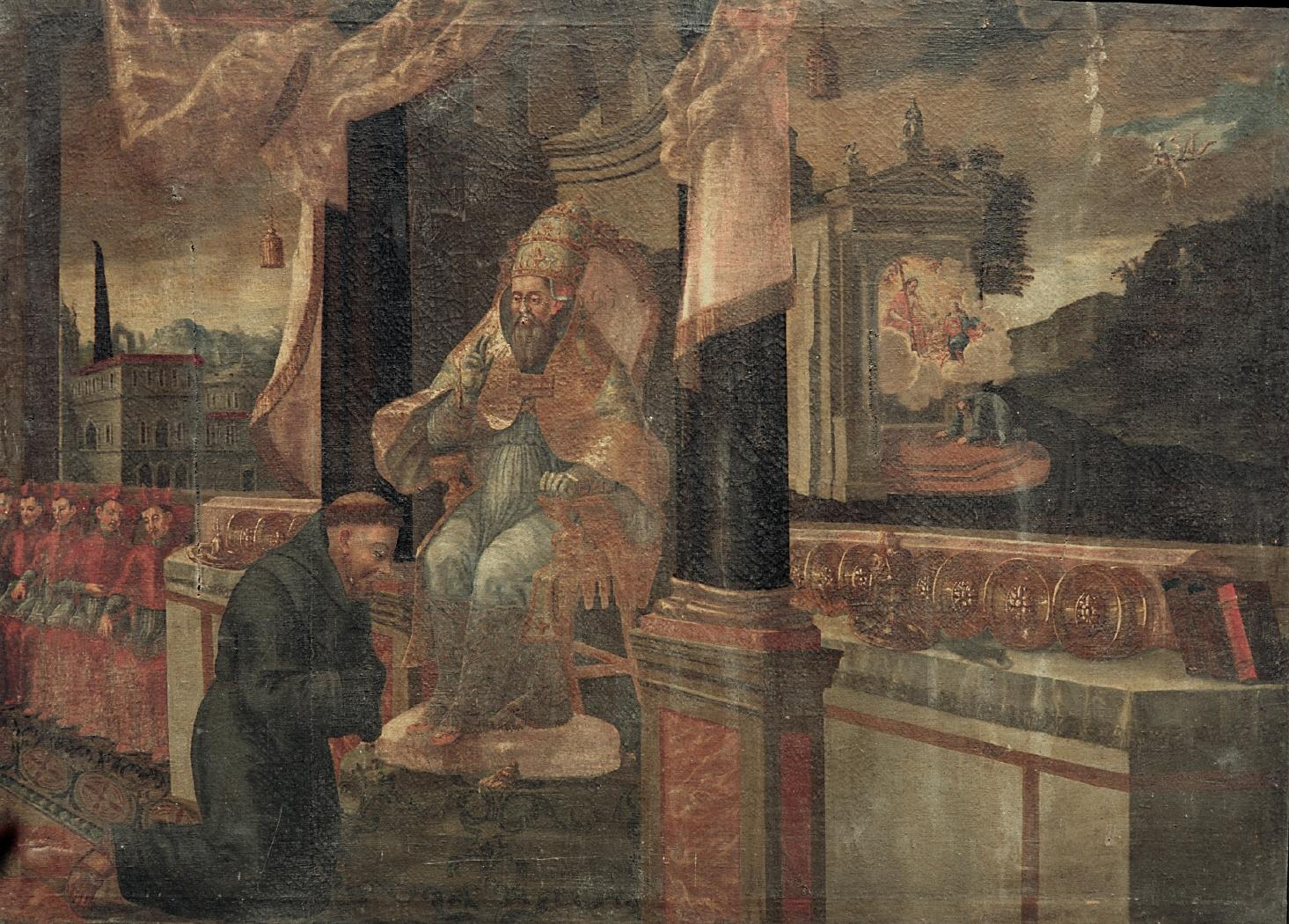
Aprobación de la regla de San Francisco por el papa Inocencio, óleo sobre lienzo, 170 x 234 cm, Museo Arqueológico Provincial de Orense.

Juan Antonio García de Bouzas o Juan Antonio Bouzas (c. 1680 – Santiago de Compostela, 23 de mayo de 1755), fue un pintor barroco español, según Ceán Bermúdez natural de Galicia y discípulo en Madrid de Luca Giordano.

## Biografía y obra
Según Ceán, después de que Giordano retornase a Italia (1702) Bouzas se retiró a Santiago, «huyendo de la guerra de sucesión», pero se desconoce en qué momento pudo tener lugar ese viaje a Madrid y el encuentro con Giordano, pues se le documenta en Santiago de Compostela antes de concluir el siglo XVII. Allí contrajo matrimonio en primeras nupcias con Andrea de Castro y nacieron sus hijos Jacinto, Miguel Antonio, que también sería pintor, bautizado en la parroquia de San Fiz el 26 de diciembre de 1697, y María Teresa. 
Desde 1709 o poco después trabajó como pintor de la catedral de Santiago, según declaraba en un memorial fechado en 1748, aunque ya en 1707 había pintado una Verónica para el retablo de la Soledad. Con sueldo fijo desde 1726, son numerosos los trabajos que se le documentan en ella, en su mayor parte consistentes en labores menores, incluyendo tareas de restauración y reparación y la pintura de las estatuas de la fachada del Obradoiro en 1747, o la pintura y dorado de los frontales de los altares de la capilla de Don Lope, trabajos por los que cobró 500 reales en 1749. En la capilla del Pilar, donde toda la labor de pintura consistió en fingir mármoles y jaspes, el contrato, firmado en 1719, especificaba además que todo se había de hacer al óleo, aunque según afirmaba Ceán, «dicen que era mejor al fresco, según el estilo de su maestro».
Tareas similares realizó para otras iglesias de la misma Santiago. Así en 1739 en San Martín Pinario dedicó seis semanas al dorado interior de la custodia, contando con dos oficiales y un peón en su equipo. De otros puntos de Galicia le llegaron encargos semejantes, como el dorado del retablo mayor de la iglesia de los jesuitas de Pontevedra (actual iglesia de San Bartolomé), del que se encargó en 1726, haciéndose constar en el contrato que él o su hijo Miguel habían de asistir de forma continuada a la ejecución de la obra, que debía concluirse en un año, lo que debieron hacer a satisfacción de los padres, pues dos años después padre e hijo contrataron el dorado de los retablos colaterales. 
Con frecuencia intervino en fiestas y celebraciones públicas, encargándose por cuenta del cabildo o del ayuntamiento, entre otros, de los túmulos de María Luisa de Saboya (1714), Luis I (1724), y Bárbara de Braganza (1742).

### Obra de pincel
Más escuetas son las noticias relativas a trabajos de pintura historiada. Ceán citaba únicamente dos cuadros de San Pedro y San Andrés en la sacristía de la catedral de Santiago y otros dos lienzos en el convento de Santo Domingo de la misma ciudad, que al parecer se habían perdido ya en el siglo XIX. Manuel Murguía añadió a ese catálogo un lienzo de una aparición de la Virgen a un lego –Santo Domingo en Soriano-, firmado y fechado en 1721, conservado en el convento de Santo Domingo de Lugo. Murguía decía que era obra muy diferente de sus obras compostelanas por el colorido claro, que lo apartaba de la sujeción a los modelos de José de Ribera. En la catedral compostelana se conserva otro lienzo firmado y fechado en 1748 con un Santiago apóstol sedente, casi una reproducción de la imagen en piedra y orfebrería que ocupa la capilla mayor, con el rostro modernizado, y se le atribuye el de la Aparición de la Virgen del Pilar en el ático retablo de su capilla, en el que se señalan semejanzas en la figura de la Virgen con la que se encuentra en el lienzo del convento de Santo Domingo de Lugo. Se le atribuyen también una serie de cuadros de asunto franciscano procedentes del convento de San Francisco de Orense, de compleja composición e ingenua ejecución, y algún retrato.